# 林肯鎮區 (密蘇里州勞倫斯縣)
林肯鎮區（英語：Lincoln Township）是位於美國密蘇里州勞倫斯縣的一個行政鎮區。

## 地方資料
林肯鎮區的面積為118.42平方千米，當中陸地面積為118.22平方千米，而水域面積為0.19平方千米。根據2020年美國人口普查的數據，當地共有人口1671人，而人口密度為每平方千米14.11人。